# SMC6
SMC6 или белок структурной поддержки хромосом номер шесть (англ. Structural maintenance of chromosomes protein 6) — это белок, который у человека кодируется геном SMC6.
Участвует в альтернативном удлинении теломер, которое приводит к образованию раковых клеток.
Длина полипептидной цепи белка составляет 1091 аминокислотных остатков, а молекулярная масса — 126326 Да.

## Структура

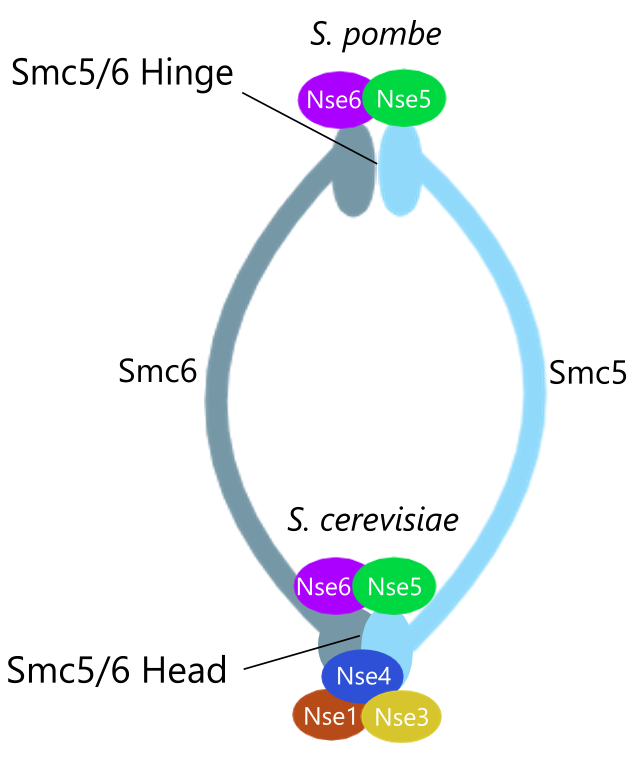
Здесь показано расположение белков Nse в комплексе SMC5/6 у почкующихся и делящихся дрожжей. Это изображение не включает Nse2, поскольку его положение в комплексе в настоящее время не известно.

SMC6 был впервые обнаружен у делящихся дрожжей под названием RAD18 (SMC6). Он образует гетеродимерный комплекс с белком Spr18 (SMC5). У дрожжей комплекс SMC5/6 имеет субъединицы, состоящие из SMC5, SMC6 и шести белков неструктурного поддержания хромосом (NSE). Субъединицы Nse1-Nse3-Nse4 соединяют головки Smc5 с Smc6 и обеспечивают связывание ДНК.

## Субъединицы Nse
Субъединицы Nse1-Nse3-Nse4 соединяют головки белков Smc5 и Smc6 и позволяют комплексу связывать молекулу ДНК. Nse5 и Nse6 образуют субкомплекс, который локализуется на головке комплекса SMC5/6 у почкующихся дрожжей Saccharomyces cerevisiae и на петлях комплекса SMC5/6 у дрожжей деления Schizosaccharomyces pombe. Субкомплекс Nse5/6 необходим для репликации S. cerevisiae, но не был охарактеризован как важный для S. pombe. Ортологичные Nse5-Nse6 белки существуют и у других эукариот, а именно ASAP1-SNI1 у Arabidopsis thaliana и SLF1-SLF2 у человека, которые, как полагают, выполняют функции, сходные с их аналогами Nse. Локализация SLF1 и SLF2 в комплексе SMC5/6 человека неизвестна.

## Локализация
Комплекс Smc5/6 имеет способы локализации, которые не являются в значительной степени консервативными. У человека комплекс локализуется на вирусных последовательностях ДНК с помощью факторов локализации SMC5/6 1 и 2 (SLF1 и SLF2), что способствует устойчивости к вирусам. У растения A. thaliana этот гетеродимер может быть локализован на двуцепочечных разрывах для гомологичной рекомбинации с помощью комплекса SWI3B пути SWI/SNF. После локализации на ДНК комплекс SCM5/6 неспецифически связывается с ~ 20 парами оснований ДНК.

### Роль в рекомбинации и мейозе
Белки Smc6 и Smc5 образуют гетеродимерную кольцеподобную структуру и вместе с другими не-SMC элементами формируют комплекс SMC-5/6. У червя Caenorhabditis elegans этот комплекс взаимодействует с хеликазой HIM-6(BLM), способствуя промежуточному процессингу мейотической рекомбинации и созреванию хромосом. Комплекс SMC-5/6 в ооцитах мыши необходим для формирования сегрегационных компетентных бивалентов во время мейоза. У дрожжей Saccharomyces cerevisiae SMC6 необходим для устойчивости к повреждениям ДНК, а также для индуцированной повреждениями межхромосомной и сестринской хроматидной рекомбинации. У людей синдром поломки хромосом, характеризующийся тяжёлым заболеванием лёгких в раннем детстве, связан с мутацией в одном из компонентов комплекса SMC-5/6. В клетках пациентов наблюдаются хромосомные перестройки, микроядра, чувствительность к повреждениям ДНК и дефектная гомологичная рекомбинация.